# Cita
En paremiología, es una hoja que se le llama retórico que consiste en reproducir un fragmento de una expresión humana respetando su formulación original (en caso contrario se trata de paráfrasis) insertándolo en un discurso propio, generalmente también acatando el tipo de canal en que se comunicó originalmente, con los objetivos de funcionar como:
- Fuente de información adicional
- Contexto referencial
- Reafirmación de autoridad
- Medio de divulgación de:

1. El autor
2. Concepto original de estos

Regularmente una cita puede tratarse de una paremia: reproducción de una frase, refrán o proverbio que ha logrado cierta trascendencia (por la idea misma o en virtud de la autoría). Por ello, para interpretar su significado, es muy probable que un interlocutor no necesite más información.
Ampliamente usada en las artes, especialmente en la literatura, una parte de una obra se reproduce en otra para reforzar su significado, lo cual potencia la trascendencia de ambos textos. También puede ser para reformularlo o cuestionarlo, o bien incluso refutarlo. 
En los casos de  canciones o de películas —de las cuales por una reproducción exacta y más extensa de una obra en otra se corre el riesgo de incurrir en plagio— la cita tiende a ser más ambigua, y se la denota como «referencia».[cita requerida]